# Phidippus johnsoni
Phidippus johnsoni este unul din cei mai frecvenți păianjeni săritori întâlniți în vestul Americii de Nord. Când este amenințat el mușcă inamicul, însă fără consecințe grave. 

## Descrierea
Adulții au  aproximativ un centimetru în lungime. Ambele sexe au o opistosomă de culoare roșie, numai că femela mai are o dungă mediană neagră. Chelicerele sunt strălucitoare, restul corpului e negru.  
Această specie construiește cuiburi tubulare din mătase între pietre și diferite obiecte. El rămân în interiorul cuibului pe timp de noapte și în când vremea e rea. Năpârlirea, depunerea ouălelor, uneori și împerecherea au loc în cuib. Se nrănesc, ca și ceilalți păianjeni, cu diferite artropode. 

## Răspândire
Phidippus johnsoni în regiunea dintre Marea Câmpie, Oceanul Pacific, Mexic și Canada. Ocupă habitate relativ uscate, cum ar fi dunele de coastă sau de pădurile de stejar. În 1976 în cursul unui studiu au fost descoperite 20 - 30 de exemplare pe 1 000 metri pătrați. A fost introdusă în Noua Zeelandă împreună cu struguri. 